# 河原町通

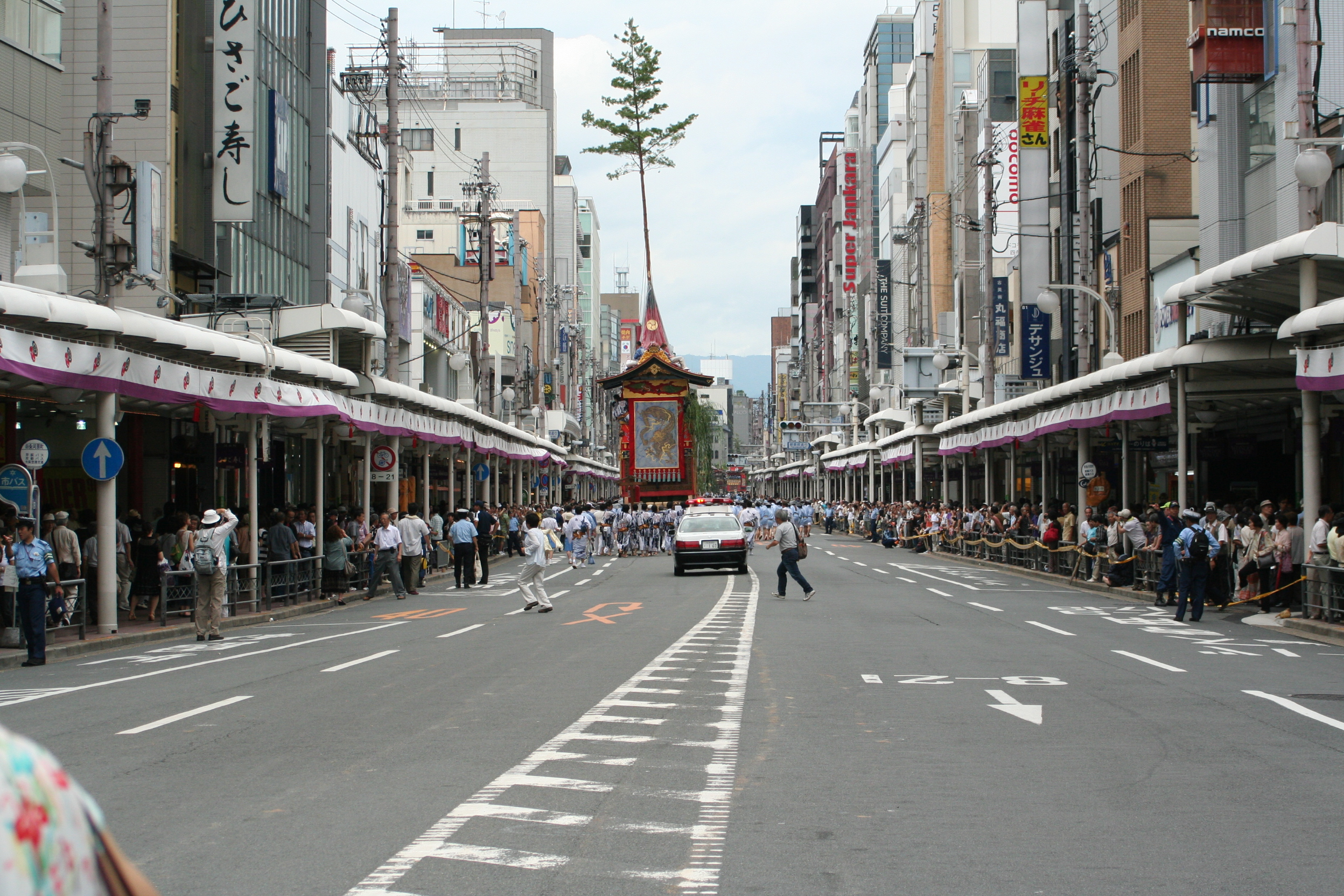
河原町通

河原町通（かわらまちどおり）は、京都市の南北の主要な通りのひとつ。

## 概要
平安京の域外にあり、豊臣秀吉の御土居の東の外をほぼ沿うように走っており、江戸時代初期に市街地が鴨川まで拡大された際に開通したと見られる。
北は葵橋西詰から南は十条通まであり、葵橋西詰以北は下鴨本通と名前を変えて、河原町十条以南は鴨川に沿ってカーブをして久世橋通に繋がる。三条通から四条通にかけては、京都随一の繁華街となり、商店街である歩道にはアーケードが設けられている。
四条通 - 上珠数屋町通間は、鴨川と並行しているため北北東-南南西方向に通りが曲がっており、そのため純粋に南北方向に走っている寺町通・御幸町通とは交差している。

## 歴史
平安京の東端である東京極大路、また豊臣秀吉が築いた御土居内側の東辺である寺町通の外側にあたるこの河原町通開削の時期ははっきりしないが、御土居がこの河原町通の西側に沿って築かれていることから、それ以降であると考えられる。平安時代には、東京極大路の更に東側の京域外に藤原道長によって創建された法成寺から南に『東朱雀大路』が、11世紀末までに拓かれており、1762年（宝暦12年）刊の『京町鑑』には、「中古まで寺町より東は川原なりしゆへに号す。古老曰、天正年中に開けり」とある。
都市化の契機は、角倉了以・素庵親子による高瀬川の開削であり、現在の日本銀行京都支店の場所に角倉屋敷があったことから、二条通から南は、かつて「角倉通」と呼ばれていた。
1670年には「寛文の新堤」が鴨川に築かれ、それまで鴨川の堤防の役割を果たしていた御土居は無用のものとなり、取り壊されて住宅地等になった。この時代に北は荒神口通周辺、南は松原通（18世紀中頃）まで伸びている。

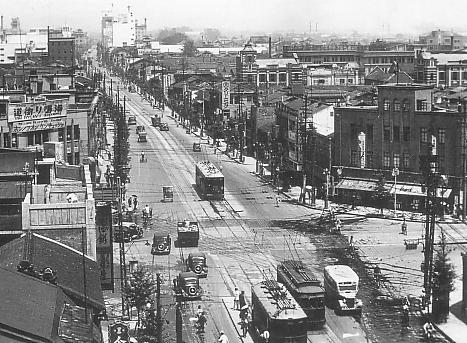
河原町通（1935年頃）

明治時代に入り、京都市三大事業に続く「京都市区改正設計」による街路整備で、現在の形の河原町通が形成された。当時並行する木屋町通には、京都電気鉄道による路面電車が走っており、整備計画では単線であったこの軌道を含めた木屋町通を高瀬川を埋め立てることによって拡幅することと、河原町通の拡築及び市電の敷設するという両論があったが、高瀬川の文化財保護の観点による反対運動もあり、最終的には今出川通から塩小路通までの間の河原町通の拡築及び市営電気鉄道の敷設整備として行われることとなり、大正末年から昭和初年に掛けて行われ、1924年（大正13年）に今出川通・丸太町通間、1927年（昭和2年）に、丸太町通・七条通間、1928年（昭和3年）に七条通・塩小路通間が竣工した。この時に塩小路通から今出川通まで整備された京都市電の河原町線は1977年（昭和52年）七条河原町－京都駅前を残して路線の大部分が廃止され1年後の京都市電全廃で役割を終えた。
1961年（昭和36年）からは、四条通から御池通まで並行する寺町通を北上していた祇園祭の山鉾巡行の経路が、この通りを北上するように改められた。
2007年（平成19年）11月1日には、禁煙志向と健康増進法の観点から、御池通から四条通までの間が、京都市により路上喫煙等禁止区域に指定された。
また2009年（平成21年）9月28日には、塩小路通から八条通間の八条坊門立体交差事業が完成し、桁下がバスなどの大型車が通行できる4.5メートルになり、緊急車両が無理なく通行できる4車線道路に拡幅された。
さらに2011年（平成23年）3月27日には、阪神高速8号京都線の開通に伴い十条通から国道24号間が開通し、久世橋通と繋がった。

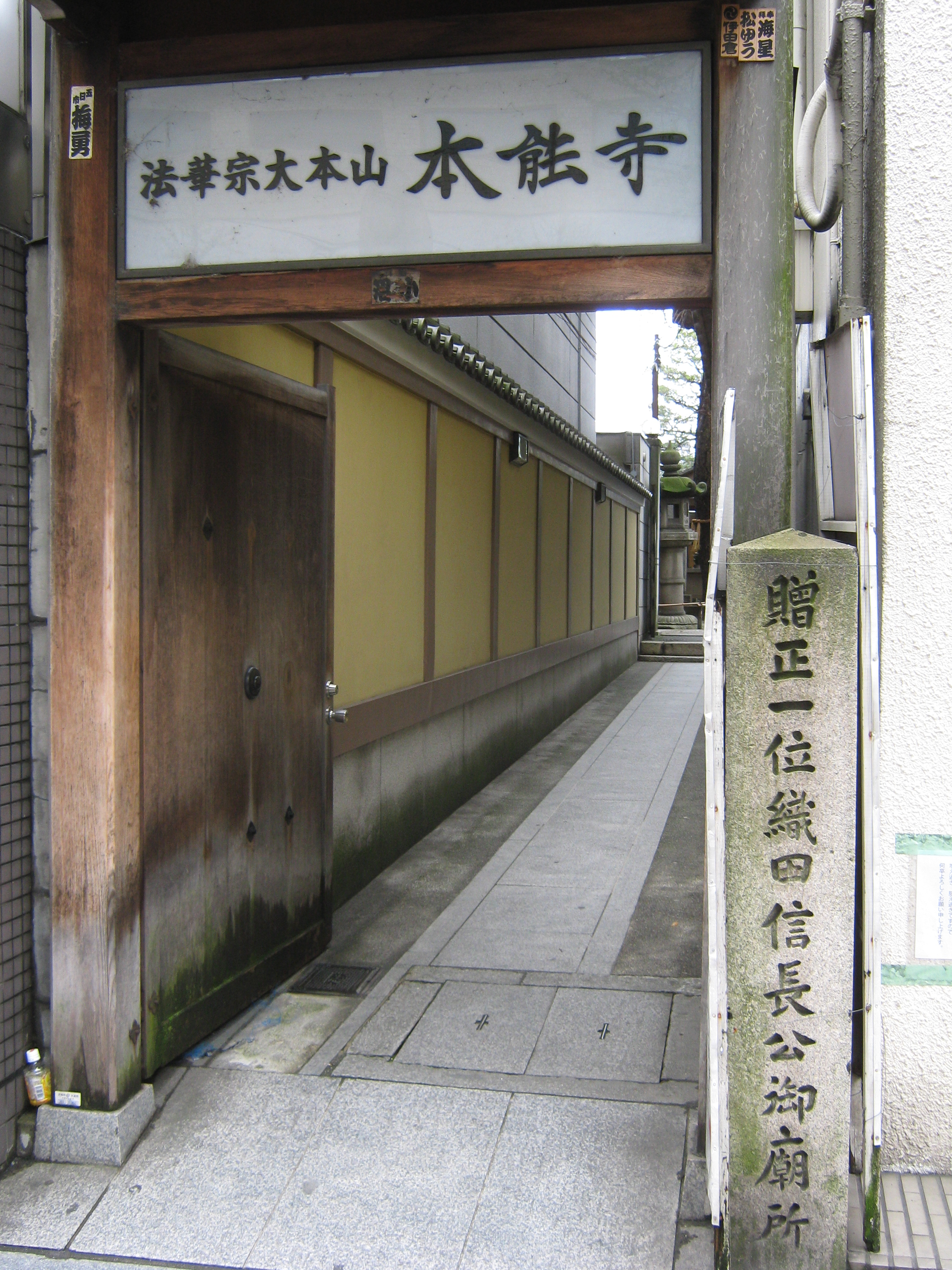
本能寺・河原町通側・京都市中京区

## 沿道の主な施設
- 北村美術館 今出川下ル東入
- 京都府立文化芸術会館（河原町通広小路下ル）
- 本禅寺 広小路通上ル（正面は反対側の寺町通）
- 清浄華院 広小路上ル（正面は反対側の寺町通）
- 廬山寺 広小路上ル （入り口は反対側の寺町通）
- 京都府立医科大学・同附属病院 広小路上ル
- 日本銀行京都支店 二条通角
- 京都市役所 御池通北西角
- ゼスト御池（地下街）御池通
- 京都ホテルオークラ 御池通北東角
- 京都市営地下鉄東西線 - 京都市役所前駅 御池通地下
- 本能寺 御池下ル（裏口のみ。正面は反対側の寺町通）
- ミーナ京都 三条下ル（六角角）（京都宝塚劇場・京都スカラ座跡）
- 髙島屋京都店 四条南西角
- 京都住友ビル 四条南東角 （旧：四条河原町阪急・京都マルイ）
- 阪急電鉄京都本線 - 京都河原町駅 四条通地下
- ひと・まち交流館 京都 上ノ口上ル
- 渉成園（枳殻邸）上珠数屋町通から下珠数屋町通（入り口は反対側の間之町通）

## 交差する道路など
交差する道路などの特記がないものは市道である。
| 交差する道路など 西←<河原町通>→東              | 交差する道路など 西←<河原町通>→東          | 交差する場所                               | 交差する場所                               | 路線番号                                   | 烏丸五条から (km)                          |                           |
| ---------------------------------------------- | ------------------------------------------ | ------------------------------------------ | ------------------------------------------ | ------------------------------------------ | ------------------------------------------ | ------------------------- |
| 府道32号下鴨京都停車場線<下鴨本通>下鴨方面     | 府道32号下鴨京都停車場線<下鴨本通>下鴨方面 | 府道32号下鴨京都停車場線<下鴨本通>下鴨方面 | 府道32号下鴨京都停車場線<下鴨本通>下鴨方面 | 府道32号下鴨京都停車場線<下鴨本通>下鴨方面 | 府道32号下鴨京都停車場線<下鴨本通>下鴨方面 | 北 ↑ ∧ 河 原 町 通 ∨ ↓ 南 |
| <加茂街道>                                     |                                            | 上京区                                     | 葵橋西詰                                   | 府道32号                                   | -                                          | 北 ↑ ∧ 河 原 町 通 ∨ ↓ 南 |
| 府道101号銀閣寺宇多野線 <今出川通>             | 府道101号銀閣寺宇多野線 <今出川通>         | 上京区                                     | 河原町今出川                               | 府道32号                                   | -                                          | 北 ↑ ∧ 河 原 町 通 ∨ ↓ 南 |
| <広小路通］                                    | -                                          | 上京区                                     | 府立医大病院前                             | 府道32号                                   | -                                          | 北 ↑ ∧ 河 原 町 通 ∨ ↓ 南 |
| <荒神口通>                                     | <荒神口通>                                 | 上京区                                     | 荒神口                                     | 府道32号                                   | -                                          | 北 ↑ ∧ 河 原 町 通 ∨ ↓ 南 |
| 市道187号鹿ヶ谷嵐山線 <丸太町通>               | 市道187号鹿ヶ谷嵐山線 <丸太町通>           | 上京区                                     | 河原町丸太町                               | 府道32号                                   | -                                          | 北 ↑ ∧ 河 原 町 通 ∨ ↓ 南 |
| <二条通>                                       | <二条通>                                   | 中京区                                     | 河原町二条                                 | 府道32号                                   | -                                          | 北 ↑ ∧ 河 原 町 通 ∨ ↓ 南 |
| 府道37号二条停車場東山三条線 <御池通>          | 府道37号二条停車場東山三条線 <御池通>      | 中京区                                     | 河原町御池                                 | 府道32号                                   | -                                          | 北 ↑ ∧ 河 原 町 通 ∨ ↓ 南 |
| <三条通>車両通行止め                           | <三条通>                                   | 中京区                                     | 河原町三条                                 | 府道32号                                   | -                                          | 北 ↑ ∧ 河 原 町 通 ∨ ↓ 南 |
| <蛸薬師通>車両通行止め                         | <蛸薬師通>                                 | 中京区                                     | 河原町蛸薬師                               | 府道32号                                   | -                                          | 北 ↑ ∧ 河 原 町 通 ∨ ↓ 南 |
| 市道186号嵐山祇園線 <四条通>                   | 市道186号嵐山祇園線 <四条通>               | 下京区                                     | 四条河原町                                 | 府道32号                                   | -                                          | 北 ↑ ∧ 河 原 町 通 ∨ ↓ 南 |
| <仏光寺通>                                     | <仏光寺通>                                 | 下京区                                     | 河原町仏光寺                               | 府道32号                                   | -                                          | 北 ↑ ∧ 河 原 町 通 ∨ ↓ 南 |
| <高辻通>                                       | <高辻通>                                   | 下京区                                     | 河原町高辻                                 | 府道32号                                   | -                                          | 北 ↑ ∧ 河 原 町 通 ∨ ↓ 南 |
| <松原通>                                       | <松原通>                                   | 下京区                                     | 河原町松原                                 | 府道32号                                   | -                                          | 北 ↑ ∧ 河 原 町 通 ∨ ↓ 南 |
| <寺町通>                                       | <寺町通>                                   | 下京区                                     |                                            | 府道32号                                   | -                                          | 北 ↑ ∧ 河 原 町 通 ∨ ↓ 南 |
| <万寿寺通］                                    | <寺町通>                                   | 下京区                                     |                                            | 府道32号                                   | -                                          | 北 ↑ ∧ 河 原 町 通 ∨ ↓ 南 |
| 国道1号 <五条通>                               | 国道1号 <五条通>                           | 下京区                                     | 河原町五条                                 | 府道32号                                   | -                                          | 北 ↑ ∧ 河 原 町 通 ∨ ↓ 南 |
| <六条通］                                      | -                                          | 下京区                                     |                                            | 府道32号                                   | -                                          | 北 ↑ ∧ 河 原 町 通 ∨ ↓ 南 |
| 国道24号 <七条通>                              | 府道113号梅津東山七条線 <七条通>           | 下京区                                     | 七条河原町                                 | 府道32号                                   | 1.2                                        | 北 ↑ ∧ 河 原 町 通 ∨ ↓ 南 |
| 国道24号 <七条通>                              | 府道113号梅津東山七条線 <七条通>           | 下京区                                     | 七条河原町                                 | 国道24号                                   | 1.2                                        | 北 ↑ ∧ 河 原 町 通 ∨ ↓ 南 |
| <塩小路通>                                     | <塩小路通>                                 | 下京区                                     | 河原町塩小路                               |                                            |                                            | 北 ↑ ∧ 河 原 町 通 ∨ ↓ 南 |
| <八条通>                                       | <八条通>                                   | 下京区                                     | 河原町八条                                 |                                            |                                            | 北 ↑ ∧ 河 原 町 通 ∨ ↓ 南 |
| 府道143号四ノ宮四ツ塚線 <九条通>               | 府道143号四ノ宮四ツ塚線 <九条通>           | 南区                                       | 九条河原町                                 |                                            |                                            | 北 ↑ ∧ 河 原 町 通 ∨ ↓ 南 |
| <札辻通］                                      | -                                          | 南区                                       |                                            |                                            |                                            | 北 ↑ ∧ 河 原 町 通 ∨ ↓ 南 |
| 国道24号 <十条通> 奈良方面                     | <十条通>                                   | 南区                                       | 河原町十条                                 |                                            |                                            | 北 ↑ ∧ 河 原 町 通 ∨ ↓ 南 |
| <久世橋通>久世橋・物集女・洛西ニュータウン方面 |                                            |                                            |                                            |                                            |                                            | 北 ↑ ∧ 河 原 町 通 ∨ ↓ 南 |

## 交通量
2005年度（平成17年度道路交通センサスより）平日24時間交通量（台）
- 下京区河原町通高辻上ル富永町 - 28,732